# Ardisia quinquegona
Ardisia quinquegona Blume – gatunek roślin z rodziny pierwiosnkowatych (Primulaceae). Występuje naturalnie w Japonii (wliczając wyspy Riukiu), Chinach (w prowincjach Fujian, Guangdong, Hajnan, Kuangsi, Syczuan i Junnan), na Tajwanie, w Wietnamie, Kambodży, Laosie, Tajlandii, Malezji, Indonezji oraz Indiach. 

## Morfologia
PokrójZimozielone drzewo lub krzew. Dorasta do 2–6 m wysokości.
LiścieBlaszka liściowa ma eliptyczny lub lancetowaty kształt. Mierzy 8–16 cm długości oraz 2–4 cm szerokości, jest całobrzega, ma klinową nasadę i ostry lub spiczasty wierzchołek. Ogonek liściowy jest nagi i ma 5–10 mm długości.
KwiatyZebrane w wiechach wyrastających z kątów pędów. Mają działki kielicha o owalnym kształcie i dorastające do 1 mm długości. Płatki są eliptyczne i mają białą barwę oraz 3 mm długości.

## Biologia i ekologia
Rośnie w lasach oraz na brzegach cieków wodnych. Występuje na wysokości od 200 do 1300 m n.p.m.